# Powerade
Powerade é uma bebida esportiva fabricada e comercializada pela The Coca-Cola Company. Introduzida pela primeira vez em 1988, sua principal concorrente é a Gatorade. Desde dezembro de 2008, Powerade cresceu para ter 21,7% do mercado estadunidense na categoria, comparado com os 77,2% da Gatorade.